# 港柯
港柯（学名：Lithocarpus harlandii）为壳斗科柯属下的一个种。

## 扩展阅读
維基物種上的相關：港柯